# آتیلا (اپرا)
آتیلا (انگلیسی: Attila) اپرایی است در سه‌پرده از آهنگساز و مصنف برجسته ایتالیایی، جوزپه وردی که توسط لیبرتو ایتالیایی، تمیستوکل سولرا تنظیم گردیده‌است. این اپرا بر پایهٔ یک نمایشنامهٔ مربوط به سال ۱۸۰۹ با عنوان آتیلا اثر زاخاریاس ورنر نوشته شده‌است. نخستین اجرای این اثر مربوط به ۱۷ مارس ۱۸۴۶ می‌باشد.
آتیلا هون با موفقیت به ایتالیا حمله کرد. در شهر فتح آکوئیلیا، آتلیه و رزمندگان او پیروزی خود را جشن می گیرند.https://fa.eferrit.com/%D8%A2%D8%AA%DB%8C%D9%84%D8%A7-%D8%AE%D9%84%D8%A7%D8%B5%D9%87/

## نگارخانه

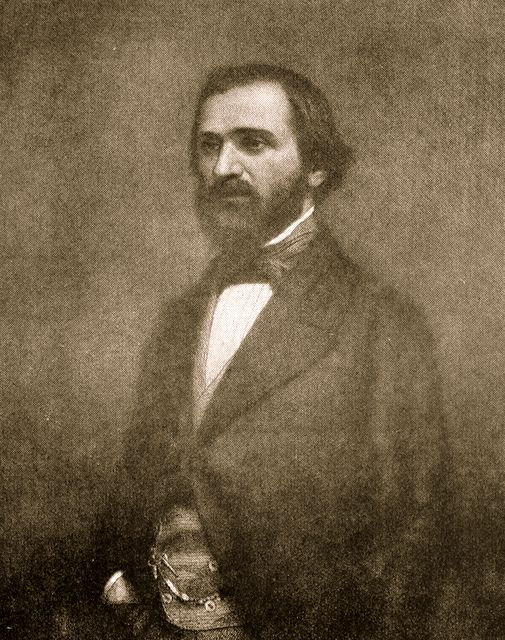
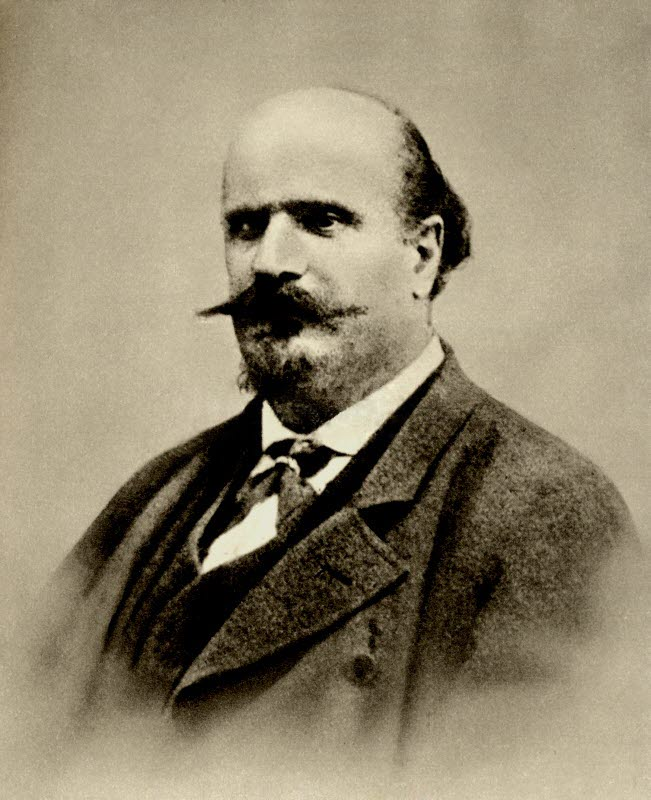
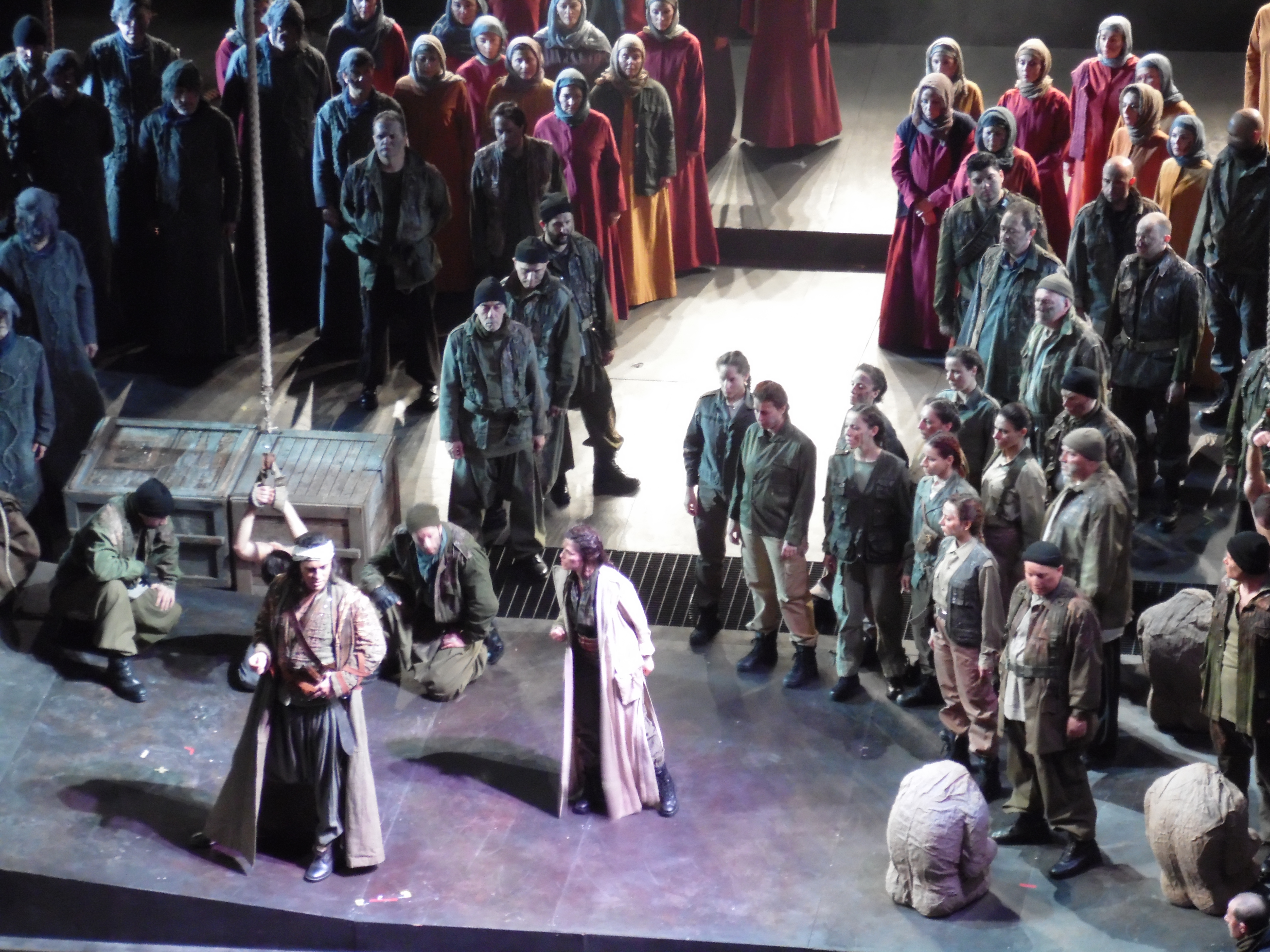
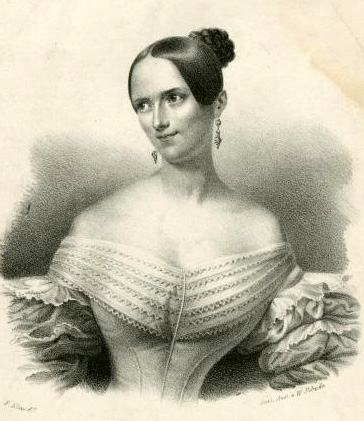